# Rose Poultry
Rose Poultry A/S skiftede navn til HKScan Denmark fra den 12. februar 2014, men Rose forblev et varemærker.
Det tidligere Rose Poultry havde afdelinger i Skovsgård og Vinderup. På fabrikkerne produceres alle former for kylling, lige fra hele kyllinger til færdigretter inden for kyllingekød til stor dagligvarekæder som Coop, Dansk Supermarked, Rema 1000, og Lidl.
Rose Poultry største dansk konkurrent var Danpo A/S. 

## Historie
Virksomheden startede som en række fjerkræslagterier i 1950-erne. 
Indledningsvis var hele frosne kyllinger, der var på programmet, og kun det, men slagterier klarede sig godt. Sidenhen kom mere forædlede produkter til.

### Vinderup Fjerkræslagteri
Familien Pedersen etablerede Vinderup Fjerkræslagteri i 1935 og drev det frem til 1943, hvorefter der var en pause, indtil man igen startede i 1952 på Ålykkevej i Vinderup. Fra 1976 havde Marie Poulsen alene ledelsen af virksomheden.:155-156.
I 1984 etablerede man en afdeling i Tværmose nord for Vinderup. Afdelingen overtog efterhånden alle opgaver i Vinderup, og afdelingen på Ålykkevej blev lukket.:156

### Padborg Fjerkræslagteri
Padborg Fjerkræslagteri blev stiftet i 1953.

### Skovsgaard Fjerkræslagteri
Familien Løth startede Skovsgaard Fjerkræslagteri i 1956 ved Brovst.

### Rose Poultry
Efter små 50 års parallelløb slog de to sig i 1999 sammen til én virksomhed med navnet Rose Poultry.
To år senere købtes Padborg Fjerkræslagteri, hvorved Rose Poultry fik endnu mere luft under vingerne.

### HKScan
Den 29. november 2010 blev Rose Poultry opkøbt af HKScan koncernen for 530 millioner kroner, som har hovedsæde i Finland.
Den 18. april 2011 lukkede Padborg afdeling på grund af mangler på kyllinger. 
Den 6. juni 2012 udbrød der storbrand i Vinderup afdeling, formentlig på grund af noget svejsearbejde i et frysehus.  det ansloges at der er blevet ødelagt for 600 mio. kroner i skade på fabrikken. den næste dag (7. juni) blev 440 medarbejdere midlertidigt fyret

## Kød
Kødet er opdelt i forskellige klasser:
- konventionelle kyllinger
- majskyllinger
- Himmerland kyllinger
- økologiske kyllinger